# C\C (シンデレラ\コンプレックス)
「C\C（シンデレラ\コンプレックス）」は、ハロー!プロジェクトのユニット・High-Kingのシングル。2008年6月11日にアップフロントワークス（zetimaレーベル）から発売された。「C\C」の部分は発音せず、「シンデレラコンプレックス」と読む。

## 概要
- 2008年8月に上演されたモーニング娘。と宝塚歌劇団のコラボレーションによる『シンデレラ the ミュージカル』の応援歌。
- メロディに3連符を多用しているのが特徴[1]。
- 通常盤（CD）と初回生産限定盤（CD+DVD）の2形態で発売された[2]。
- 発売前週よりDohhh UP!にMVが公開された。
- MVの内容に関して、NHKと民放連が作成した「アニメーション等の映像手法に関するガイドライン」の基準に一部不適格な箇所が存在することが確認され、発売予定だったシングルVのMVとDohhh UP!に公開されていたMVが再編集された。
- 2023年8月7日にハロー!プロジェクト25周年記念としてYouTubeにMVが公開された[3]。

## 収録内容

### シングル
全作詞・作曲：つんく
- CD（通常盤、初回生産限定盤）

1. C\C（シンデレラ\コンプレックス）
編曲：AKIRA
2. 記憶の迷路
編曲：江上浩太郎
3. C\C（シンデレラ\コンプレックス） (Instrumental)

- DVD（初回生産限定盤のみ）

1. C\C（シンデレラ\コンプレックス） -Dance Shot Ver.-

### DVDシングル
- シングルV「C\C （シンデレラ\コンプレックス）」（2008年6月25日発売、zetima）[2]

1. C\C（シンデレラ\コンプレックス）
2. C\C（シンデレラ\コンプレックス） -Close-up Ver.-
3. メイキング映像

## 参加ミュージシャン
C\C（シンデレラ\コンプレックス）
- プログラミング&コーラス：AKIRA
- コーラス：高橋愛・つんく

記憶の迷路
- プログラミング：江上浩太郎
- ギター：鎌田こーじ
- コーラス：高橋愛

## 関連アルバム
- ハロー!プロジェクト スペシャルユニット メガベスト（2008年12月10日、zetima）[4]
  - CDに「C\C（シンデレラ\コンプレックス）」が収録されている。
  - DVDに「C\C（シンデレラ\コンプレックス）」（MV）が収録されている。
- プッチベスト9（2008年12月10日、zetima）[5]
  - 「C\C（シンデレラ\コンプレックス）」が収録されている。
- プッチベスト9 DVD（2008年12月10日、zetima）[6]
  - 「C\C（シンデレラ\コンプレックス） -Rolling Ver.-」が収録されている。

## C\C（シンデレラ\コンプレックス）'24
「C\C（シンデレラ\コンプレックス）'24」は、ハロー!プロジェクトOGの宮本佳林・小片リサ・佐藤優樹・稲場愛香・小関舞の5人で結成したユニット・SIOOM (from M-line Music) によるカヴァーで、2024年3月1日にアップフロントワークスからデジタル・ダウンロードシングルとして配信開始された。

### 解説
MBS『ドラマ特区「シンデレラ・コンプレックス」』のエンディング主題歌で、原曲を現代風にアップデートしたダンスミュージックに仕上がっている。ドラマの原作である漫画『シンデレラ・コンプレックス』は、High-Kingの「C\C（シンデレラ\コンプレックス）」からインスピレーションを受けて制作された作品であり、タイトルも同曲をリスペクトして名付けられている。
2024年6月7日、各サブスクリプション型（定額制）音楽ストリーミングサービスでの配信開始と同時に、同年3月31日に開催された『Hello! Project ひなフェス 2024』にて収録した映像によるMVがYouTubeに公開された。

### 収録内容
| #         | タイトル                                | 作詞・作曲 | 編曲      | 時間 |
| --------- | --------------------------------------- | ---------- | --------- | ---- |
| 1.        | 「C\C（シンデレラ\コンプレックス）'24」 | つんく     | 戸嶋友祐  | 3:54 |
| 合計時間: | 合計時間:                               | 合計時間:  | 合計時間: | 3:54 |

### ソロバージョン
C\C（シンデレラ\コンプレックス）'24 稲場愛香 Solo Ver.
- SIOOM (from M-line Music) のメンバーでもある稲場愛香によるソロバージョン。
- 稲場愛香のシングル『圧倒的LØVE/Pink Temperature』通常盤C（2024年4月17日、zetima、EPCE-7831）および配信シングル『圧倒的LØVE/Pink Temperature (Special Edition)』（2024年4月17日、UP-FRONT WORKS、UFDL-1531）に（前者にはインストゥルメンタル版も含めて）収録されている。

C\C（シンデレラ\コンプレックス）'24 小関舞 Solo Ver.
- SIOOM (from M-line Music) のメンバーでもある小関舞によるソロバージョン。
- 小関舞のシングル『涙のTomorrow/Yes! 晴れ予報』通常盤C（2024年4月24日、zetima、EPCE-7838）および配信シングル『涙のTomorrow/Yes! 晴れ予報 (Special Edition)』（2024年4月24日、UP-FRONT WORKS、UFDL-1532）に（前者にはインストゥルメンタル版も含めて）収録されている。

C\C（シンデレラ\コンプレックス）'24 宮本佳林 Solo Ver.
- SIOOM (from M-line Music) のメンバーでもある宮本佳林によるソロバージョン。
- 宮本佳林のアルバム『Spancall』初回生産限定盤・通常盤（2024年5月22日、hachama、HKCN-50804・HKCN-50806）に収録されている。

C\C（シンデレラ\コンプレックス）'24 小片リサ Solo Ver.
- SIOOM (from M-line Music) のメンバーでもある小片リサによるソロバージョン。
- 小片リサのアルバム『montage』通常盤（2024年6月19日、zetima、EPCE-7824）にボーナストラックとして収録されている。

C\C（シンデレラ\コンプレックス）'24 佐藤優樹 Solo Ver.
- SIOOM (from M-line Music) のメンバーでもある佐藤優樹によるソロバージョン。
- 佐藤優樹のシングル『嵐のナンバー/花鳥風月 春夏秋冬』通常盤C（2024年11月6日、zetima、EPCE-7885）および配信シングル『嵐のナンバー/花鳥風月 春夏秋冬 (Special Edition)』（2024年11月6日、UP-FRONT WORKS、UFDL-1545）に（前者にはインストゥルメンタル版も含めて）収録されている。